# Fabula prætexta
Pour les articles homonymes, voir Fabula (homonymie).
 (mai 2025).
Si vous disposez d'ouvrages ou d'articles de référence ou si vous connaissez des sites web de qualité traitant du thème abordé ici, merci de compléter l'article en donnant les références utiles à sa vérifiabilité et en les liant à la section « Notes et références ».
La fabula prætexta est le nom utilisé pour décrire la tragédie latine sur un sujet historique romain, par opposition à la fabula crepidata dite aussi fabula cothurnata, tragédie avec un argument et un décor grec, souvent des traductions des œuvres d'Eschyle, Sophocle, Euripide. La fabula praetexta est à la cothurnata ce que la togata est à la palliata pour la comédie.
Elle tire son nom de la toge prétexte, vêtement essentiellement romain, qui est bordée de pourpre et était portée par les adolescents, les magistrats et les prêtres.

## Contexte historique
Le théâtre primitif latin se caractérise par l'improvisation, comme dans les chants Fescennins ou l'atellane, formes de théâtre populaire et licencieux plus libres que celui bien construit de la fabula praetexta. Ce n'est qu'avec Livius Andronicus que l'on a une forme de théâtre de type professionnel, avec des scénarios écrits et des acteurs professionnels.
Bientôt, cependant, on tenta de créer un théâtre propre, ne dépendant pas exclusivement du grec  et l'on pensa ainsi à des sujets tragiques tirés de l'histoire nationale.
En raison du contexte de Rome et de ses mœurs, les écrivains avaient de sérieuses limites sur ce qu'ils pouvaient écrire. Cela a conduit à un plus grand succès de la tragédie (et de la comédie) à décors grecs, où l'absence des coutumes rigides du Mos majorum laissait plus de place pour les événements immoraux.

## Origines
La fabula praetexta, drame historique national, a été inventée par Gnaeus Naevius (269 av. J.-C. - ?204 av. J.-C.), le deuxième dramaturge romain, mais d'origine italique, auteur de la première épopée romaine Bellum Punicum. De ses œuvres, il ne reste que des fragments et de lui le souvenir de sa dispute avec la famille des Metelli, puis avec Scipion l'Africain à cause duquel il dut quitter Rome et s'établir à Utique où il mourut.
Les titres rescapés de ses Pretextae sont Clastidium et Romulus ou l'Alimonium Romuli et Remi dont on conserve des fragments. La première de ces deux œuvres est consacrée à la bataille homonyme de -222. Ce fait implique un élément de nouveauté, à savoir la mise en scène de sujets actuels historiques et politiques ; le deuxième titre se réfère à la fondation de Rome et se concentre sur les événements liés aux deux fondateurs légendaires de Rome, Romulus et Remus, allaités par la louve.
Rien qu'à ces seuls deux titres, on comprend la différence caractéristique de la fabula praetexta avec la fabula cothurnata : les tragédies grecques, en effet, traitent presque toutes d'arguments mythologiques. En effet, il fut infligé à l'auteur Phrynichos le Tragique une sévère une amende pour avoir représenté sur scène un événement contemporain.
La transmission est médiocre, les pièces sont perdues. L'unique fabula praetexta qui est parvenue jusqu'à nous intacte est Octavia, attribuée à tort à Sénèque. Il nous reste aussi des fragments d'œuvres composées par Ennius (Ambracia, Sabinae), Pacuvius (Paulus), Lucius Accius (Brutus et Deciusou Aeneadae) et Publius Pomponius Secundus, auquel on attribue l'Octavia.

## Sources
- (it) Cet article est partiellement ou en totalité issu de l’article de Wikipédia en italien intitulé « Praetexta » (voir la liste des auteurs).